# 6-ј симбол
Вигнеров 6-ј симбол дефинисао је 1940. Еуген Паул Вигнер. Дефинишу се преко суме продуката 3-ј симбола:
{\displaystyle {\begin{Bmatrix}j_{1}&j_{2}&j_{3}\\j_{4}&j_{5}&j_{6}\end{Bmatrix}}=\sum _{m_{i}}(-1)^{S}{\begin{pmatrix}j_{1}&j_{2}&j_{3}\\m_{1}&m_{2}&-m_{3}\end{pmatrix}}\times }
{\displaystyle \quad \times {\begin{pmatrix}j_{1}&j_{5}&j_{6}\\-m_{1}&m_{5}&m_{6}\end{pmatrix}}{\begin{pmatrix}j_{4}&j_{5}&j_{3}\\m_{4}&-m_{5}&m_{3}\end{pmatrix}}{\begin{pmatrix}j_{4}&j_{2}&j_{6}\\-m_{4}&-m_{2}&-m_{6}\end{pmatrix}}.}
са фазом {\displaystyle S=\sum _{k=1}^{6}(j_{k}-m_{k})}. Сумира се преко свих шест mi, а селекциона правила 3jm ограничавају суму. Повезани су са Раковим коефицијентима:
{\displaystyle {\begin{Bmatrix}j_{1}&j_{2}&j_{3}\\j_{4}&j_{5}&j_{6}\end{Bmatrix}}=(-1)^{j_{1}+j_{2}+j_{4}+j_{5}}W(j_{1}j_{2}j_{5}j_{4};j_{3}j_{6}).}

## Развој
Вигнеров 6-ј симбол може да се прикаже преко коначне суме:
{\displaystyle {\begin{Bmatrix}a&b&c\\d&e&f\end{Bmatrix}}=(-1)^{a+c+d+f}{\frac {\Delta (abc)\Delta (bdf)}{\Delta (aef)\Delta (cde)}}\times }
{\displaystyle \quad \times \sum _{n}(-1)^{n}{\frac {(a-b+d+e-n)!(-b+c+e+f-n)!(a+c+d+f+1-n)!}{n!(a-b+c-n)!(-b+d+f-n)!(a+e+f+1-n)!(c+d+e+1-n)!}}}
а ту се сумација одвија по свим n све док факторијели не постану негативни.
При томе функција {\displaystyle \Delta (j_{1},j_{2},j_{3})} је једнака 1 ако је задовољена релација триангуларности за {\displaystyle (j_{1},j_{2},j_{3})}, а 0 ако није дефинисана је следећим изразом:
{\displaystyle \Delta (a,b,c)=[(a+b-c)!(a-b+c)!(-a+b+c)!/(a+b+c+1)!]^{1/2}}

## Релација ортогоналности
Вигнерови симболи задовољавају релације ортогоналности:
{\displaystyle \sum _{j_{3}}(2j_{3}+1){\begin{Bmatrix}j_{1}&j_{2}&j_{3}\\j_{4}&j_{5}&j_{6}\end{Bmatrix}}{\begin{Bmatrix}j_{1}&j_{2}&j_{3}\\j_{4}&j_{5}&j_{6}'\end{Bmatrix}}={\frac {\delta _{j_{6}^{}j_{6}'}}{2j_{6}+1}}\Delta (j_{1},j_{5},j_{6})\Delta (j_{4},j_{2},j_{6}).}

## Специјални случај
У случају да је {\displaystyle j_{6}=0} добија се:
{\displaystyle {\begin{Bmatrix}j_{1}&j_{2}&j_{3}\\j_{4}&j_{5}&0\end{Bmatrix}}={\frac {\delta _{j_{2},j_{4}}\delta _{j_{1},j_{5}}}{\sqrt {(2j_{1}+1)(2j_{2}+1)}}}(-1)^{j_{1}+j_{2}+j_{3}}\Delta (j_{1},j_{2},j_{3}).}
При томе функција {\displaystyle \Delta (j_{1},j_{2},j_{3})} је једнака 1 ако је задовољена релација триангуларности за {\displaystyle (j_{1},j_{2},j_{3})}, а 0 ако није.

## Симетрије
Вигнеров 6-ј симбол инваријантан је на пермутацију две колоне, тако да вреди:
{\displaystyle {\begin{Bmatrix}j_{1}&j_{2}&j_{3}\\j_{4}&j_{5}&j_{6}\end{Bmatrix}}={\begin{Bmatrix}j_{2}&j_{1}&j_{3}\\j_{5}&j_{4}&j_{6}\end{Bmatrix}}={\begin{Bmatrix}j_{1}&j_{3}&j_{2}\\j_{4}&j_{6}&j_{5}\end{Bmatrix}}={\begin{Bmatrix}j_{3}&j_{2}&j_{1}\\j_{6}&j_{5}&j_{4}\end{Bmatrix}}.}
Вигнеров 6-ј симбол инваријантан је и на замену два аргумента у горњим колонама са два аргумента у доњим колонама:
{\displaystyle {\begin{Bmatrix}j_{1}&j_{2}&j_{3}\\j_{4}&j_{5}&j_{6}\end{Bmatrix}}={\begin{Bmatrix}j_{4}&j_{5}&j_{3}\\j_{1}&j_{2}&j_{6}\end{Bmatrix}}={\begin{Bmatrix}j_{1}&j_{5}&j_{6}\\j_{4}&j_{2}&j_{3}\end{Bmatrix}}={\begin{Bmatrix}j_{4}&j_{2}&j_{6}\\j_{1}&j_{5}&j_{3}\end{Bmatrix}}.}
Вигнеров 6-ј симбол
{\displaystyle {\begin{Bmatrix}j_{1}&j_{2}&j_{3}\\j_{4}&j_{5}&j_{6}\end{Bmatrix}}}
је нула сем ако j1, j2 и j3 не задовољавају триангуларне услове:
{\displaystyle j_{1}=|j_{2}-j_{3}|,\ldots ,j_{2}+j_{3}.}

## Асимптотски развој
Асимптотска формула је развијена за случај када свих шест квантних бројева j1, ..., j6 тежи великим бројевима. Асимптотска формула је дана са:
{\displaystyle {\begin{Bmatrix}j_{1}&j_{2}&j_{3}\\j_{4}&j_{5}&j_{6}\end{Bmatrix}}\sim {\frac {1}{\sqrt {12\pi |V|}}}\cos {\left(\sum _{i=1}^{6}J_{i}\theta _{i}+{\frac {\pi }{4}}\right)}.}